# Karel Hába
Karel Hába, batejat Karel Antonín (Vizovice (regió de Zlín), 21 de maig, 1898 - Praga, 21 de novembre, 1972), va ser un compositor, mestre de cor, violista i professor de música txec.

## Biografia
Karel Hába era germà del compositor Alois Hába i cosí del també compositor Emil Hába. Al principi va ser professor i, mentre feia classes, va estudiar violí i composició al Conservatori de Praga. Va ser deixeble de Jaroslav Křička, Josef Bohuslav Foerster i Vítězslav Novák.
Els anys 1922–1927 va ensenyar a l'institut de mestres de Sv. "Joan sota la roca". A partir de 1929, va treballar com a redactor de la Ràdio Txecoslovaca, on es va centrar principalment en l'emissió per a escoles. L'any 1945 va fundar el Cor Infantil de la Ràdio Txeca. L'any 1952 es va convertir en professor de metodologia de l'educació musical a la Universitat de Pedagogia de Praga. També va ser actiu al Fòrum Artístic de Praga i va actuar en públic principalment com a violista.
Juntament amb el seu germà, va promoure la música microtonal. Va ser un intèrpret entusiasta de les composicions del seu germà i també va escriure una escola de violí per al sistema de quarts de to.

## Treball
És autor de diverses composicions per a piano i cambra, cors i cançons. Va compondre 2 simfonies i un concert per a violí per a orquestra.
Va publicar una sèrie de cançoners destinats a escoles i grups de música amateur (92 cançons populars, Pějme půšť dokola, 100 cançons nacionals i nacionalitzades).
Òperes

- Jánošík (llibret d'Antonín Klásterský, 1934)
- Stará historie (llibret de Ferdinand Pujman, 1937, no interpretat)
- O Smolíčkovi (llibret de Václav Čtvrtek), òpera radiofònica per a nens, txec. ràdio, 1950)
- Kalibův zločin (llibret propi basat en Karel Václav Rais, 1968)

Treballs pedagògics

- Tècnica moderna del violí (1927, 1928)
- Metodologia de l'educació musical (1953, 1957)